# کلوپ سفیر
کلوپ سفیر (به انگلیسی: Sapphire Gentlemen's Club) در سال ۲۰۰۲ در وینچستر لاس‌وگاس ولی تأسیس شد. کلوپ سفیر بزرگترین کلوپ برهنگی در آمریکا از نظر وسعت محسوب می‌شود. وسعت کلوپ سفیر ۷۱۰۰۰ متر مربع هست کلوپ سفیر دارای ۳ سالن و ۱۰ لژ نمایش می‌باشد. مالکیت کلوپ سفیر در اختیار پیتر الیادس و دیوید مایکل تالاس و رکس لیکلیدر و خانواده فینستین قرار دارد. در سال ۲۰۰۳ هزینه ورودی به کلوپ حدود ۲۰ دلار برای هر نفر تعیین شده بود.
مجموعه باغ کلوپ سفیر در ۲۰۱۳ در قسمت جنوبی کلوپ بازگشایی شد، باغ کلوپ سفیر دارای ۷ کلبه و ۴ خانه ییلاقی به همراه استخر است. کاربری باغ کلوپ سفیر اپرا و رقص باله مردان ساخته شد و نمایشگاهی ویژه تفریح بانوان همراه با سرو مشروبات الکلی بود.
کلوپ سفیر در فوریه ۲۰۱۶ لوکیشن منتخب فیلمبرداری فصل دوم مجموعه تلویزیونی با نیکی گلاسر ایمن نیستید بود. بازدیدکنندگان می توانند از ساعت 18:00 از Sapphire New York دیدن کنند. تا ساعت 4:00 صبح